# Pierre Adolphe Pinsoneault

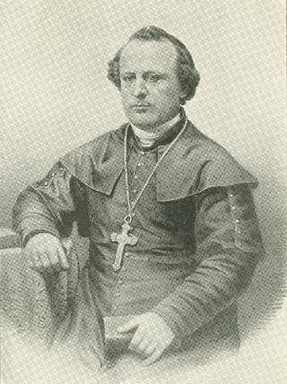
Pierre Adolphe Pinsoneault

Pierre Adolphe Pinsoneault PSS (* 23. November 1815 in Montreal; † 30. Januar 1883 ebenda) war ein kanadischer römisch-katholischer Geistlicher und der erste Bischof von London in Ontario.

## Leben
Er empfing am 19. Dezember 1840 in Issy-les-Moulineaux die Priesterweihe.
Papst Pius IX. ernannte Pierre Adolphe Pinsoneault am 29. Februar 1856 zum Bischof von London in Ontario. Die Bischofsweihe spendete ihm am 18. Mai desselben Jahres in Montreal der Bischof von Toronto Armand-François-Marie de Charbonnel OFMcap; Mitkonsekratoren waren Joseph La Rocque, Koadjutorbischof in Montreal, und David William Bacon, Bischof von Portland.
Wenige Monate nach seiner Bischofsweihe verlegte Pierre Adolphe Pinsoneault den Bischofssitz nach Sandwich, dem heutigen Windsor in Ontario. Das brachte, neben dem Wechsel der Residenz, auch einen Namenswechsel des Bistums mit sich. In Sandwich residierte er von 1859 bis 1867. 
Pinsoneaults Amtszeit war geprägt vom Misstrauen vieler Anglokanadier gegen ihn und von zahlreichen Konflikten mit Diözesanpriestern und Ordenskonventen in seinem Jurisdiktionsgebiet, die er autoritär zu lösen versuchte. Das Bistum häufte unter seiner Leitung große Schulden an. Am 4. Oktober 1866 trat er nach päpstlicher Weisung von seinem Bischofsamt zurück und wurde am 4. Dezember 1868 zum Titularbischof von Birtha ernannt. Er übte weihbischöfliche Funktionen im Bistum Montreal aus und setzte sich literarisch für den Ultramontanismus ein.

## Veröffentlichungen
- Le dernier chant du cygne sur le tumulus du gallicanisme; réponse à monseigneur Dupanloup („Der letzte Schwanengesang auf dem Grab des Gallikanismus; Antwort an Msgr. Dupanloup“). Montréal 1870. (Digitalisat)
- Lettres à un député. Montréal 1874.